# Hamoppia lionis
Hamoppia lionis är en kvalsterart som beskrevs av Hammer 1968. Hamoppia lionis ingår i släktet Hamoppia och familjen Oppiidae. Inga underarter finns listade i Catalogue of Life.